# بی‌ای‌پی ویلاوسنکو (اف‌ام-۵۲)
بی‌ای‌پی ویلاوسنکو (اف‌ام-۵۲) (به انگلیسی: BAP Villavicencio (FM-52)) یک کشتی بود که طول آن 113.2 m overall بود. این کشتی در سال ۱۹۷۸ ساخته شد.